# Foveosculum ugandanum
Foveosculum ugandanum är en stekelart som beskrevs av Heinrich 1967. Foveosculum ugandanum ingår i släktet Foveosculum och familjen brokparasitsteklar. Inga underarter finns listade i Catalogue of Life.